# سعود البلوي
سعود البلوي  كاتب ومستشار إعلامي سعودي من مواليد مدينة حائل عام 1395هـ /1975م،  حاصل على درجة الماجستير في التربية (التربية الإعلامية). مهتم بالفكر والدراسات الإنسانية والثقافية. قدم عددا من المحاضرات والندوات والمشاركات الثقافية داخل السعودية وخارجها. بدأ الكتابة في «الوطن» عام 2005م.  برز اسمه في صحيفة الوطن السعودية التي يكتب فيها المقالة الأسبوعية بصفحة الرأي منذ عام 2005م. تُرجمت بعض مقالاته إلى الإنجليزية والفرنسية، ونُشرت آراؤه وحواراته الفكرية والثقافية في عدد من القنوات التلفزيونية والصحف والمجلات السعودية والخليجية، وكثير من المواقع الإلكترونية العربية.

## مؤلفاته
من مؤلفاته: 
- كتاب «الإعلام مسؤولية تربوية (دراسة ميدانية)»، صادر عن دار المفردات 2020م.
- كتاب «الكتابة والحَفْر في الذاكرة» صادر عن مؤسسة الانتشار العربي ونادي تبوك الأدبي 2017م.
- كتاب «ضد الحرية - أنسنة الخطاب الديني والسياسي» صادر عن دار طوى للثقافة والنشر والإعلام 2009م.[3]
- شارك بتأليف كتاب «المواطنة والوحدة الوطنية في المملكة العربية السعودية» ضمن عدة مثقفين سعوديين، صادر عن دار الانتشار العربي ونادي حائل الأدبي 2008.م

## نشاطه الثقافي
بدأ نشاطه الثقافي عام 2000م من خلال عدد من المحاضرات وأوراق العمل في المؤسسات الثقافية السعودية والملتقيات الثقافية الخاصة.
من مشاركاته الثقافية والإعلامية:

### أوراق عمل
- ورقة عمل بعنوان: «الهولوكوست أكذوبة قامت عليها إسرائيل» مقدمة في نادي حائل الأدبي 2000 م.
- ورقة عمل بعنوان: «جذور الخلاف بين الهند وباكستان» مقدمة في نادي حائل الأدبي 2001 م.
- ورقة عمل بعنوان «إشكالية الدولة والمجتمع المدني» مقدمة لأعمال ندوة «إشكاليات المجتمع المدني ومؤسساته» بنادي حائل الأدبي، 2008 م.

### محاضرات
- محاضرة بعنوان: «المثقف ودوره في المجتمع» مقدمة في ملتقى د.عبد الرحمن الفريح الثقافي بحائل، 2002م.
- محاضرة بعنوان: «عبدون.. وتجربة السرد العامّي» مقدمة في نادي حائل الأدبي، 2003م.
- محاضرة بعنوان: «حقوق الإنسان في مجتمع غير مدني» مقدمة في ديوانية الملتقى الثقافي بمحافظة القطيف 2007م.
- محاضرة بعنوان: «أنسنة الخطاب الثقافي» مقدمة في نادي أبها الأدبي، 2009م.
- محاضرة بعنوان «مؤسسات المجتمع المدني» مقدمة في نادي الحدود الشمالية الأدبي 2010 م.

### حوارات تلفزيونية
- حوار تلفزيوني في برنامج «اليوم»- قناة الاقتصادية السعودية 2009م.
- حوار تلفزيوني في برنامج «حديث الخليج»- قناة الحرة 2010م.
- حوار تلفزيوني في برنامج «المشهد الثقافي»- قناة الثقافية السعودية 2011م.
- حوار تلفزيوني في برنامج «صريح جداً»- قناة الثقافية السعودية 2012م.
- حوار تلفزيوني لبرنامج «المدينة المنورة عاصمة الثقافة الإسلامية»- قناة الثقافية السعودية 2013م.
- حوار إذاعي لبرنامج «حول ما كتبوا»، في إذاعة الرياض 2010م.
- حوار إذاعي في برنامج «صباح الخير» حول المجتمع المدني، في إذاعة الرياض 2010م.
- حوار إذاعي بمناسبة الذكرى الأربعين لتأسيس إذاعة "مونت كارلو" الدولية 2011م.
- حوار إذاعي في برنامج خاص عن تطور الإعلام في عهد خادم الحرمين الشريفين الملك عبدالله بن عبدالعزيز، في إذاعة الرياض 2012م.
- حوار إذاعي لبرنامج «ريتويت»، في إذاعة "مونت كارلو" الدولية 2013م.
- حوار إذاعي لبرنامج «دوائر خليجية» في إذاعة الرياض 2014م.

### في الصحف والمجلات
المشاركة في العديد من الحوارات والتحقيقات الثقافية في الصحف والمجلات العربية ومنها:
جريدة "الحياة"، جريدة "الشرق الأوسط"، جريدة "الرياض"، جريدة "عكاظ"، جريدة "الجزيرة"، جريدة "المدينة"، جريدة "الوطن"، جريدة "اليوم"، مجلة «الثقافية»، مجلة «رؤى»، مجلة «اليمامة»، مجلة "المعرفة"، جريدة «أوان» الكويتية، جريدة «الجريدة» الكويتية.

## من كتاباته
- دورنا الحضاري القديم في رؤية 2030م.
- العُلا مستودع كنوزنا الدفينة.
- الكاتب والمكتوب والرقيب.
- أزمة البراري.
- مسؤولية الإعلام في التنمية الثقافية.
- الثقافة والإعلام في ظل واقع جديد.
- دور الإعلام في تقديم ثقافتنا للآخر.
- الرأي ووسائل التواصل الاجتماعي.
- تركيا.. انقلاب عسكري أم سياسي.
- الأقليات في العالم العربي.
- الأقليات وتكاثر الدول.
- الفردية بوصفها عاملا تنمويا.
- سلطة المجتمع على الفرد.
- ثقافتنا في 2030.
- التحول الثقافي في رؤية السعودية 2030. [1]
- المكتبة مكان خارج العالم.
- السعودية تعيد صياغة التاريخ والجغرافيا.
- أوباما يبرر الفشل.
- رالي حائل ليس مجرد سباق.
- ثلاثية حركة أمل وحزب الله والهلال الشيعي. [2]